# Byblis mulleni
Byblis mulleni är en kräftdjursart som beskrevs av John J. Dickinson 1983. Byblis mulleni ingår i släktet Byblis och familjen Ampeliscidae. Inga underarter finns listade i Catalogue of Life.